# Palaeophoyx columbiana
Palaeophoyx columbiana — вид викопних лелекоподібних птахів родини чаплевих (Ardeidae).

## Скам'янілості
Птах описаний з решток коракоїда, що знайдені у басейні річки Ічетукні в американському штаті Флорида.